# 都陇县
都陇县，中国古县名。
唐朝时置都陇县，治所在今广西壮族自治区宜州市西北、河池市东境。属羁縻述昆州（治所在今广西都安县加贵乡加参底村），述昆州隶属于桂州（始安郡）都督府。五代十国南汉沿置，北宋废都陇县。 